# Semicytherura skagwayensis
Semicytherura skagwayensis är en kräftdjursart som beskrevs av Brouwers 1994. Semicytherura skagwayensis ingår i släktet Semicytherura och familjen Cytheruridae. Inga underarter finns listade i Catalogue of Life.